# Loxostigma
Loxostigma é um género botânico pertencente à família Gesneriaceae.

## Espécies
| - Loxostigma aureum - Loxostigma begoniifolium - Loxostigma brevipetiolatum - Loxostigma cavaleriei - Loxostigma fimbrisepalum - Loxostigma forrestii | - Loxostigma glabrifolium - Loxostigma griffithii - Loxostigma kurzii - Loxostigma mekongense - Loxostigma musetorum - Loxostigma sesamoides |